# 무등산 주상절리대
무등산 주상절리대(無等山 柱狀節理帶)는 대한민국에 위치한 산인 무등산에 있는, 기둥 모양의 절리가 늘어선 것이다. 대한민국의 천연기념물 제465호로 지정되어 있다. 입석대와 서석대 그리고 규봉에 있으며, 입석대와 서석대에 있는 절리대의 돌기둥 하나의 크기가 지금까지 남한에서 보고된 것 중 가장 커서 주목받고 있다.

## 천연기념물 지정사유
무등산 주상절리대는 석영안산암질 용암이 지표부근에서 냉각되면서 물리적 풍화에 의해 형성된 중생대 백악기 화산활동의 산물로서, 수직으로 솟아오른 굵은 돌기둥과 동서로 길게 발달한 돌병풍 등이 빼어난 지질경관을 이루고 있는 등 학술적·경관적 가치가 매우 크다.

## 같이 보기
- 무등산
- 절리
- 주상절리